# Édouard Boubat
Édouard Boubat (Parijs, 13 september 1923 – aldaar, 30 juni 1999) was een Franse fotograaf en fotojournalist
Boubat was een van de drie belangrijkste fotografen van het tijdschrift Réalités waar hij van 1951 tot 1969 werkte. Hij is, samen met Brassaï, Willy Ronis, Robert Doisneau, en Izis, een van de belangrijkste vertegenwoordigers van de Franse humanistische fotografie.

## Leven en werk

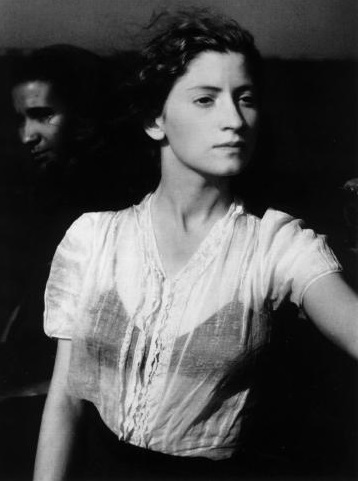
Lella, Bretagne 1947

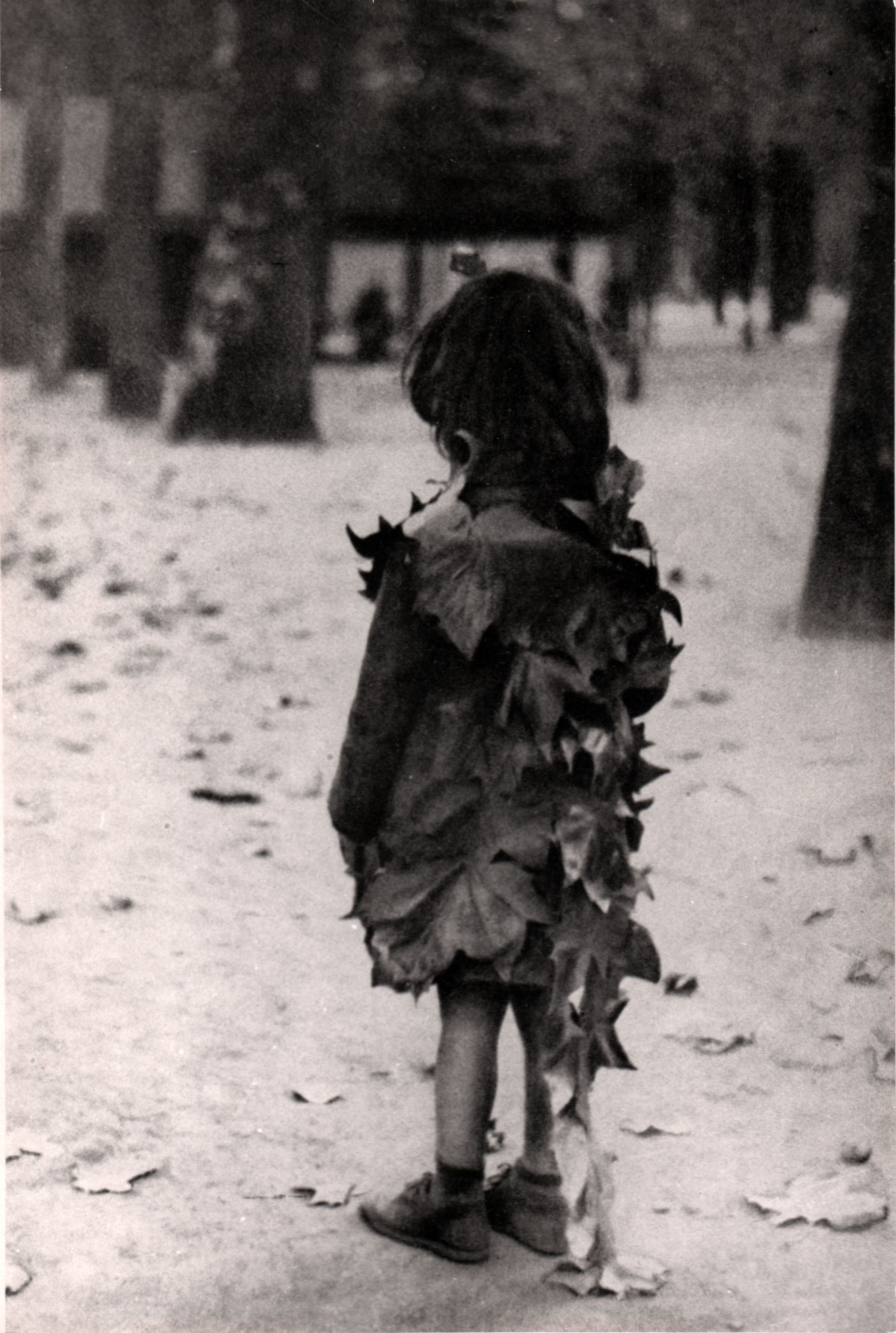
Het kleine meisje met dode bladeren (Parijs, 1946)

Boubat werd geboren in Montmartre, Parijs. Hij studeerde typografie en grafische kunst aan de École Estienne en werkte in een drukkerij voordat hij fotograaf werd. In 1943 werd hij in het kader van service du travail obligatoire, gedwongen tot dwangarbeid in nazi-Duitsland en was hij getuige van de verschrikkingen van de Tweede Wereldoorlog. Na de bevrijding nam hij zijn eerste foto's, met een Rolleicord 6x6 camera, van Lella die hij bij de bevrijding had ontmoet en die in zijn eerste jaren als fotograaf een belangrijk thema en model was voor zijn foto's. 
Voor zijn foto Het kleine meisje met dode bladeren ontving hij in 1947 de Kodak-prijs. Deze foto werd later, in 1955, door Edward Steichen geselecteerd voor de wereldberoemde en rondreizende tentoonstelling The Family of Man. Volgens de Hasselblad Foundation geeft de foto de sfeer van Frankrijk weer na het einde van de Tweede Wereldoorlog.
In de periode van 1951 tot 1969 reisde hij de wereld rond voor het Franse tijdschrift Réalités, na deze periode streefde Boubat naar meer onafhankelijkheid en werkte hij als freelance fotograaf.
In 1988 won hij de Hasselblad Award. De uitreiking vond plaats op 26 september 1988 in het Röhsska museum in Göteborg, tegelijkertijd was er ook een solo expositie van Boubat.

## Publicaties (selectie)
- Woman. George Braziller, 1973. ISBN 978-0807606643
- Pauses. Bookking International, 1988. ISBN 978-2877140249
- It's a Wonderful Life. Editions Assouline, 1997. ISBN 978-2843230127
- Pour la liberte de la presse. Reporters sans frontières, 2002. ISBN 978-2908830729
- Édouard Boubat: The Monograph. Harry N. Abrams, 2004). ISBN 978-0810956100
- Édouard Boubat: A Gentle Eye. Thames & Hudson, 2004. ISBN 978-0500512012